# Mitropacup 1988
De Mitropacup 1988 was de 47e editie van deze internationale beker.
De Mitropacup van het seizoen 1987-88 was wederom een minitoernooi, die in de regio Toscane plaatsvond, met een iets andere opzet. De zes clubs uit Italië (twee), Hongarije (twee), Joegoslavië en Tsjechoslowakije kwamen uit in twee groepen van ieder drie clubs. De beide groepswinnaars speelden de finale. SC Pisa werd cupwinnaar.

 Groep A 
| Club           | Land               | Uitslagen | Land              | Club              |
| -------------- | ------------------ | --------- | ----------------- | ----------------- |
| Vác Izzo       | Vlag van Hongarije | 1-4       | Vlag van Italië   | Pescara Calcio    |
| Vác Izzo       | Vlag van Hongarije | 6-0       | Vlag van Tsjechië | Slovan Bratislava |
| Pescara Calcio | Vlag van Italië    | 0-1       | Vlag van Tsjechië | Slovan Bratislava |

 Klassement 
| Plaats | Club              | W : w - g - v | Punten | Doelsaldo |
| ------ | ----------------- | ------------- | ------ | --------- |
| 1      | Vác Izzo          | 2 : 1 - 0 - 1 | 2      | 7-4       |
| 2      | Pescara Calcio    | 2 : 1 - 0 - 1 | 2      | 4-2       |
| 3      | Slovan Bratislava | 2 : 1 - 0 - 1 | 2      | 1-6       |

 Groep B 
| Club               | Land                 | Uitslagen | Land                 | Club                 |
| ------------------ | -------------------- | --------- | -------------------- | -------------------- |
| SC Pisa            | Vlag van Italië      | 1-0       | Vlag van Joegoslavië | Vojvodina Novi Sad   |
| SC Pisa            | Vlag van Italië      | 2-0       | Vlag van Hongarije   | Kaposvári Rákóczi FC |
| Vojvodina Novi Sad | Vlag van Joegoslavië | 3-0       | Vlag van Hongarije   | Kaposvári Rákóczi FC |

 Klassement 
| Plaats | Club                 | W : w - g - v | Punten | Doelsaldo |
| ------ | -------------------- | ------------- | ------ | --------- |
| 1      | SC Pisa              | 2 : 2 - 0 - 0 | 4      | 3-0       |
| 2      | Vojvodina Novi Sad   | 2 : 1 - 0 - 1 | 2      | 3-1       |
| 3      | Kaposvári Rákóczi FC | 2 : 0 - 0 - 2 | 0      | 0-5       |

 Finale 
| Datum, Plaats | WINNAAR | Land            | Uitslagen | Land               | FINALIST |
| ------------- | ------- | --------------- | --------- | ------------------ | -------- |
| 30 mei, Pisa  | SC Pisa | Vlag van Italië | 3-0       | Vlag van Hongarije | Vác Izzo |

1927 · 1928 · 1929 · 1930 · 1931 · 1932 · 1933 · 1934 · 1935 · 1936 · 1937 · 1938 · 1939 · 1940 · 1951 · 1955 · 1956 · 1957 · 1958 · 1959 · 1960 · 1961 · 1962 · 1963 · 1964 · 1965 · 1966 · 1967 · 1968 · 1969 · 1970 · 1971 · 1972 · 1973 · 1974 · 1975 · 1976 · 1977 · 1978 · 1980 · 1981 · 1982 · 1983 · 1984 · 1985 · 1986 · 1987 · 1988 · 1989 · 1990 · 1991 · 1992